# The Fantastic Flying Books of Mr. Morris Lessmore
The Fantastic Flying Books of Mr. Morris Lessmore (traducibile come I fantastici libri volanti di Mr. Morris Lessmore) è un cortometraggio animato. William Joyce ne è il regista insieme a Brandon Oldenburg, oltre ad esserne lo sceneggiatore; è stato creato dal Moonbot Studios di Shreveport, Louisiana. Vincitore del Premio Oscar nel 2012 come miglior cortometraggio d'animazione.
Il cortometraggio è diventato anche un libro venduto in tutto il mondo.

## Trama
Mr. Morris Lessmore sta tranquillamente leggendo un libro sul balcone di un hotel, quando un'enorme tempesta spazza via case e persone. Nella confusione cerca di tenere in salvo il libro: ci riesce ma tutte le lettere sono state portate via. Finita la tempesta tutto diventa senza colori. Inizia a camminare e per una via di campagna incontra una ragazza sospesa in aria da dei libri volanti. Anche Mr. Morris cerca di far volare il proprio libro, fallendo. La ragazza manda uno dei suoi a guidarlo: lo porterà in una casa (dove riprenderà il colore) piena di libri volanti di cui inizierà a prendersi cura. C'è però un libro molto vecchio che si sfascia davanti ai suoi occhi: cerca di rilegarlo e aggiustarlo ma non sembra comunque dare segni di vita. Inizia allora a leggerlo, riuscendo a salvarlo. Intanto passano i giorni e lui inizia a scrivere sulle pagine vuote del libro che stava leggendo, mentre diventa il nuovo bibliotecario della città: ogni volta che dà un libro ad una persona, questa ritorna a colori. Ormai anziano, finisce il libro e andando verso l'uscita della casa viene avvolto da un turbine di libri: tornando giovane e spiccando il volo con i suoi libri volanti (come la ragazza dell'inizio). Il libro che aveva scritto va ad accogliere una nuova persona (un'altra ragazza) che prenderà il suo posto. Nell'ultima scena compare la foto di Mr. Morris sulla parete della casa insieme a quella dei suoi predecessori. Questo video spinge il pubblico a leggere.

## Riconoscimenti
- 2014 – Premio Oscar
  - Miglior cortometraggio d'animazione